# Флаг Калифорнии
Флаг Калифо́рнии (англ. Flag of California) — один из символов американского штата Калифорния. Прообразом флага послужил «Медвежий Флаг», использовавшийся в 1846 году Калифорнийской республикой, также называемой Республика Медвежьего Флага. Прозвище «Медвежий флаг» распространяется и на ныне существующий флаг.
Флаг был принят решением законодательного собрания штата и подписан губернатором Хирамом Джонсоном 3 февраля 1911 года.

## Описание флага

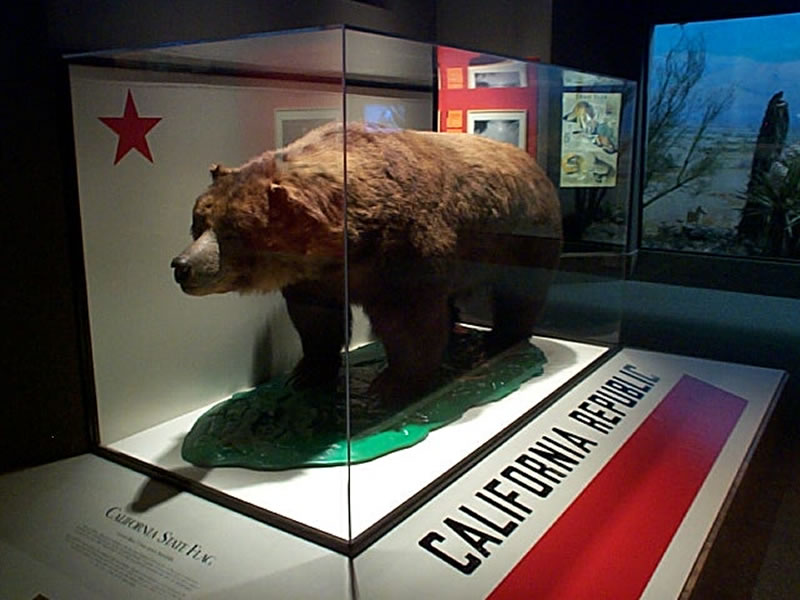
Медведь Монарх в макете флага Калифорнии

Флаг (образца 1911 года) представляет собой прямоугольное полотнище белого цвета, внизу полоса красного цвета шириной 1/6 от ширины флага. В крыже расположена красная звезда, над красной полосой надпись CALIFORNIA REPUBLIC (с англ. — «Калифорнийская республика»). В центре белого поля изображение идущего к древку по зелёной лужайке медведя гризли. Медведь изображается коричневым цветом и длиной 1/3 от длины флага. Отношение ширины флага к его длине 2:3.
В 1953 году был подписан новый закон о флаге, изменивший некоторые пропорции. Длина медведя — 2/3 ширины флага, высота медведя к его длине — 1:2.
Медведь, изображённый на флаге, был срисован с настоящего медведя по прозвищу Монарх, пойманного газетным репортёром Алленом Келли. Впоследствии медведь был перемещён в Вудвардс Гарденс в Сан-Франциско. После смерти медведя в 1911 году сделанное из него чучело было выставлено в Калифорнийской академии наук в парке «Золотые ворота».

## Цвета флага
| Цвет | Pantone | HTML    | RGB         |
| ---- | ------- | ------- | ----------- |
|      | Safe    | #FFFFFF | 255 255 255 |
|      | 200     | #9E1A36 | 158 26 54   |
|      | 729C    | #B08A61 | 176 138 97  |
|      | 462C    | #54472E | 84 71 46    |
|      | 348     | #368547 | 54 133 71   |

## Исторические флаги

### «Флаг одинокой звезды»

«Флаг одинокой звезды»

В 1836 году Хуан Альварадо и Айзек Грэм подняли восстание против мексиканского правления. Захватив Монтеррей, восставшие объявили Калифорнию «Свободным независимым государством». Хотя восстание было обречено на провал, этот флаг послужил прообразом для первоначального «Медвежьего флага». «Флаг одинокой звезды» представлял собой белое полотнище с красной звездой в центре.

### «Медвежий флаг»

Первоначальный «Медвежий флаг», —

Первый «Медвежий флаг» был придуман Уильямом Л. Тоддом, племянником Мэри Тодд — жены Авраама Линкольна. Согласно книге Flags Over California (Флаги Калифорнии), изданной Калифорнийским военным департаментом, звезда на флаге взята с «Флага одинокой звезды». Уильям Тодд в 1878 году в письме в Los Angeles Express писал, что звезда, нарисованная соком ежевики, сделана в память о калифорнийском «Флаге одинокой звезды». Изображение медведя символизирует силу и упорное движение Сопротивления.
Флаг был поднят 14 июня 1846 года, с началом восстания за независимость от Мексики и провозглашением Калифорнийской республики. 7 июля 1846 года Джон Дрэйк Слоат (командующий Тихоокеанской эскадрой ВМФ США) после высадки десанта объявил эти земли территорией США и поднял американский флаг (с 28 звёздами) в городе Монтерей.
9 июля восставшие приняли решение о ликвидации республики. Лейтенант ВМФ Джозеф Уоррен Ривер (Joseph Warren Revere), прибывший в столицу Калифорнийской республики Соному, спустил Медвежий флаг. Этот флаг был передан молодому Джону Э. Монтгомери (сын Джона Б. Монтгомери — командира военного корабля США «Портсмут»). В письме своей матери он писал: «Каффи при спуске рычал». Каффи (Cuffy) — прозвище, данное им медведю на флаге.
Медвежий флаг, переданный молодому Монтгомери, отбыл с кораблём ВМФ США «Портсмут» на восточное побережье США в 1848 году. В 1855 году этот флаг был возвращён в Калифорнию и вручён двум сенаторам Калифорнии, которые 8 сентября 1855 года пожертвовали флаг «Обществу Калифорнийских первопроходцев» (Society of California Pioneers) в Сан-Франциско. 18 апреля 1906 года флаг, хранившийся в здании общества, сгорел в пожаре после землетрясения в Сан-Франциско. Сегодня точная копия демонстрируется в военном гарнизоне Сонома (Sonoma Barracks). Также в Сономе, на площади, где впервые был поднят «Медвежий флаг», установлен памятник в честь этого события.